# Takuya Muguruma
Takuya Muguruma (六車 拓也 Muguruma Takuya?), född 13 juni 1984 i Kyoto prefektur, är en japansk före detta fotbollsspelare.
Muguruma började sin karriär 2003 i Kyoto Purple Sanga. 2006 flyttade han till Albirex Niigata. Efter Albirex Niigata spelade han för Tokushima Vortis. Han avslutade karriären 2011.